# Feldsee
Feldsee är en sjö i Österrike.   Den ligger i distriktet Spittal an der Drau och förbundslandet Kärnten, i den centrala delen av landet, 280 km sydväst om huvudstaden Wien. Feldsee ligger 2 202 meter över havet.
Trakten runt Feldsee består i huvudsak av gräsmarker. Runt Feldsee är det ganska glesbefolkat, med 29 invånare per kvadratkilometer.